# Институт автоматики и процессов управления ДВО РАН
Институт автоматики и процессов управления ДВО РАН — институт Дальневосточного отделения Академии Наук.
Основные направления научных исследований:
- Проблемы механики, энергетики и процессов управления.
- Лазерная физика и оптические методы исследования конденсированных сред и технических объектов.
- Проблемы информатики и информационные технологии.
- Физика низкоразмерных наноструктур, нанотехнологии и нанодиагностика.

В настоящее время в Институте работает более 270 сотрудников, из которых 2 академика, 4 члена-корреспондента, более 30 докторов наук и около 80 кандидатов наук.

## История
Институт автоматики и процессов управления с Вычислительным центром ДВНЦ СО АН СССР создан 1 июня 1971 года на основании постановления Президиума Академии наук СССР № 383 от 20 мая 1971 года на базе Отдела технической кибернетики Дальневосточного филиала Сибирского отделения АН СССР и Объединенного вычислительного центра вузов г. Владивостока.

## Руководители института
- А. А. Воронов (1971—1980)
- В. Л. Перчук (1980—1988)
- В. П. Мясников (1988 — 29 февраля 2004)
- В. А. Левин (и. о. 15 марта 2004 — декабрь 2004)
- В. Г. Лифшиц (декабрь 2004 — июль 2005)
- Ю. Н. Кульчин (27 декабря 2005 года — 11 февраля 2019 года)
- Р. В. Ромашко (и. о. с 12 февраля 2019 года, директор с 10 октября 2019 года)

## Структура

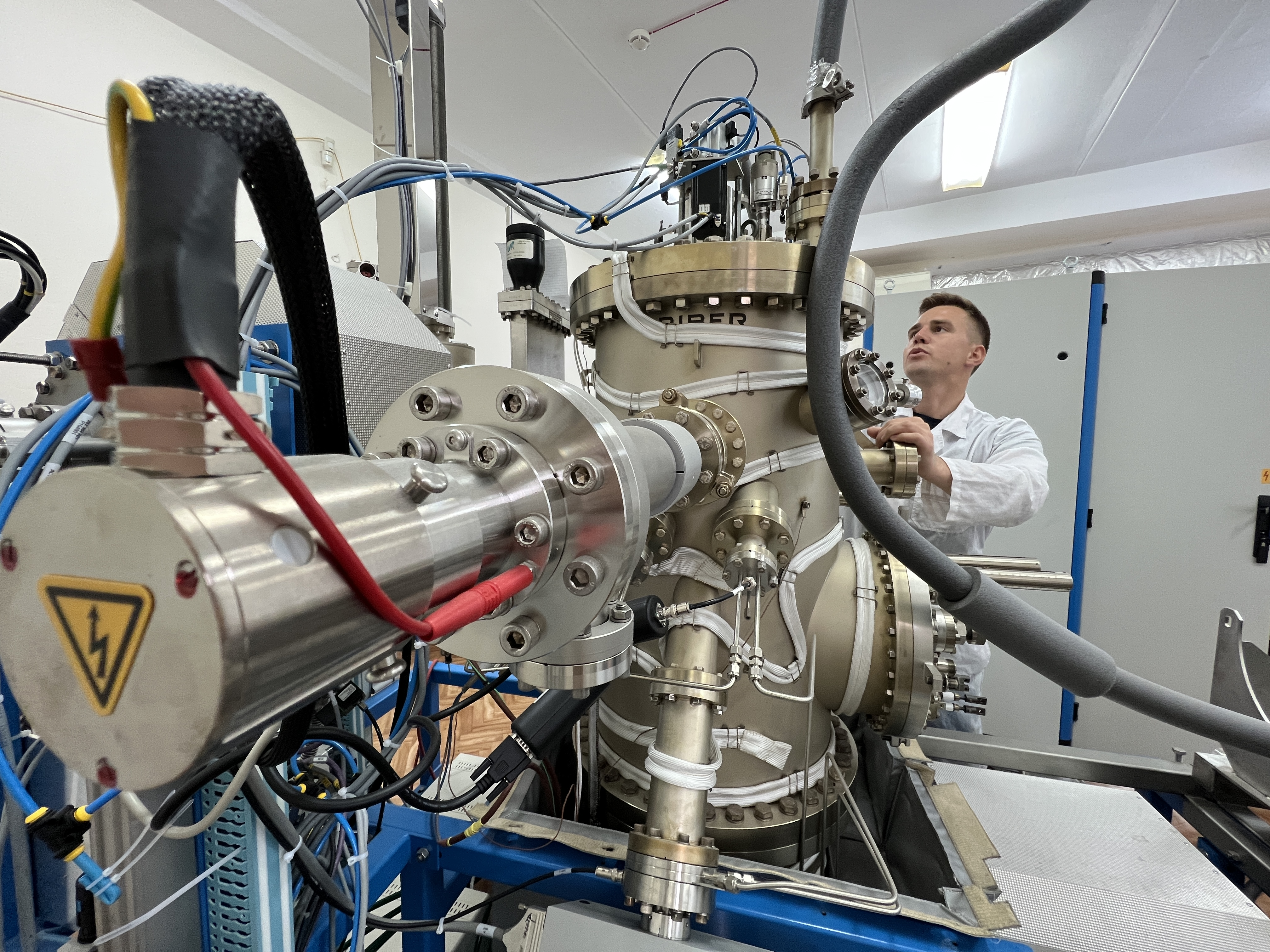
Процедура синтеза полупроводниковых гетероструктур методом молекулярно-лучевой эпитаксии в сверхвысоковакуумной установке «RIBER SIVA 21», лаборатория оптики и электрофизики Института автоматики и процессов управления ДВО РАН.

- Отдел оптоэлектронных методов исследования газообразных и конденсированных сред (№ 20)
 Руководитель отдела — академик РАН Кульчин Юрий Николаевич
- Отдел информационных технологий и математического моделирования (№ 30)
 Руководитель отдела — д.т.н. Грибова Валерия Викторовна
- Отдел механики сплошных сред (№ 50)
Руководитель отдела — д.ф.-м.н. Луценко Николай Анатольевич
- Отдел проблем управления (№ 60)
 Руководитель отдела — д.т.н. Лебедев Александр Васильевич
- Отдел физики поверхности (№ 100)
Руководитель отдела — член-корреспондент РАН Саранин Александр Александрович.

В составе ИАПУ четыре Центра коллективного пользования ДВО РАН:
- Центр коллективного пользования регионального спутникового мониторинга окружающей среды ДВО РАН;
- Дальневосточный центр диагностики поверхности твердых тел;
- Центр коллективного пользования уникальным аналитическим оборудованием ДВО РАН «Дальневосточный вычислительный ресурс»;
- Центр «Лазерные методы исследования конденсированных сред, биологических объектов и мониторинга окружающей среды».

Вычислительный центр ИАПУ в настоящее время является самым мощным на Дальнем Востоке России
Спутниковый центр ИАПУ имеет регистрацию в международном реестре GCMD (Global Change Master Directory) — RU/RAS/IACP/SML Архивная копия от 8 августа 2016 на Wayback Machine

## Научные направления
- Теория управления сложными системами
- Математическое моделирование экологических систем
- Машинная графика
- Информационные и инструментальные системы обработки и анализа данных и знаний
- Технологии суперкомпьютерных вычислений
- Техническая диагностика оборудования
- Спутниковый мониторинг природных процессов
- Механика твердого тела, жидкости и газа
- Оптоэлектронные методы исследования газообразных и конденсированных сред
- Физика поверхности твердых тел
- Физика полупроводниковых наноструктур

## Образовательная работа
Имеется аспирантура, два докторских диссертационных совета.
ИАПУ является базой восьми кафедр ВУЗов.
При ИАПУ созданы три научно-образовательных центра с ведущими ВУЗами региона.
1. ↑  Единый Государственный Реестр Юридических Лиц, ЕГРЮЛ